# Szentanna
Szentanna (más néven Liptószentanna, szlovákul Liptovská Anna) község Szlovákiában, a Zsolnai kerületben, a Liptószentmiklósi járásban.

## Fekvése
Liptószentmiklóstól 14 km-re északnyugatra, a Szent Anna-völgy déli végénél fekszik.

## Története
1396-ban „Senth Anna” néven említik először. Ekkor már állt Szent Anna tiszteletére szentelt temploma is, melyről nevét a település kapta. Birtokosa a helyi  nemes Szentannay család volt, később az Allman és Dobák családok birtoka. Lakói mezőgazdasággal, állattartással, a 18. századtól faárukészítéssel, szeszfőzéssel is foglalkoztak. 1784-ben 52 házában 265 lakos élt.
A 18. század végén Vályi András így ír róla: „SZENT ANNA. Tót falu Liptó Várm. földes Urai külömbféle Uraságok, lakosai katolikusok; legelője elég, földgyének 2/3 része középszerű, tűzre való fája van.”
1828-ban 36 háza és 332 lakosa volt.
Fényes Elek 1851-ben kiadott geográfiai szótárában így ír a faluról: „Szent-Anna, (Svata Anna), tót falu, Liptó vmegyében, 64 kath., 268 evang. lak. Földe sovány; erdeje derék; sok sört, pálinkát főz; lakosai pedig sok fakészületeket s hegedűket csinálnak. F. u. Allemann s más család.”
A trianoni diktátumig Liptó vármegye Németlipcsei járásához tartozott.

## Népessége
| Év:            | 1994. | 2004.   | 2014.   | 2024.    |
| -------------- | ----- | ------- | ------- | -------- |
| Emberek száma: | 104   | 94      | 86      | 104      |
| Eltérés:       |       | -9,61 % | -8,51 % | +20,93 % |

| Év:            | 2023. | 2024.   |
| -------------- | ----- | ------- |
| Emberek száma: | 97    | 104     |
| Eltérés:       |       | +7,21 % |

1910-ben 264, túlnyomórészt szlovák lakosa volt.
2001-ben 99 lakosából 97 szlovák volt.
2011-ben 95-en lakták, mindegyik szlovák.

## Nevezetességei
- 14. századi gótikus Szent Anna templomának romjai láthatók, 1805-ben egy tűzvészben égett le.
- A falu fa haranglába a 18. században épült, 1998-ban a közelében új haranglábat építettek.

## Külső hivatkozások
- E-obce.sk[halott link]
- Községinfó
- Szentanna Szlovákia térképén
- Alapinformációk